# Artoll Labor

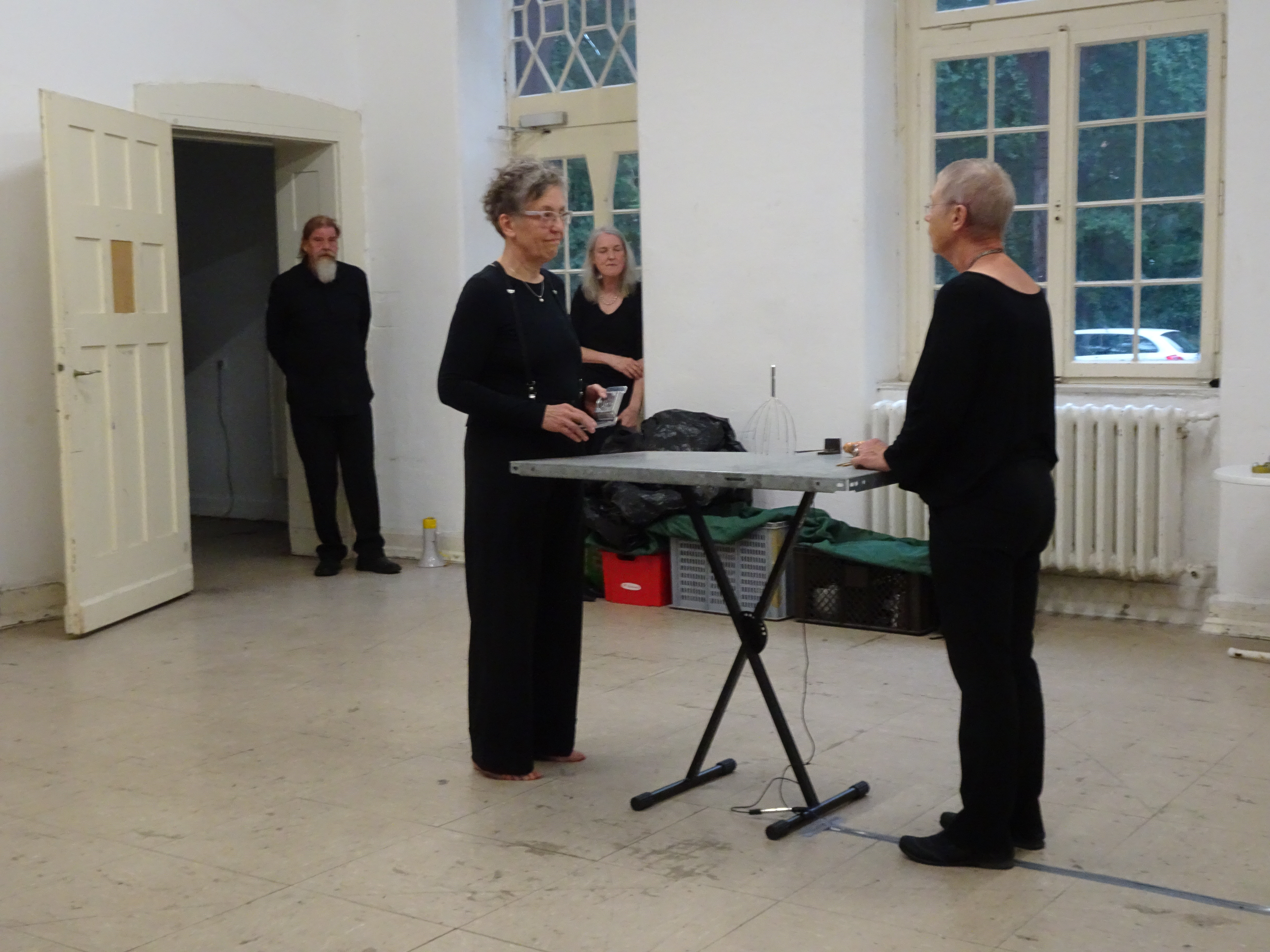
ArToll-Klanglabor-Ensemble (2019)

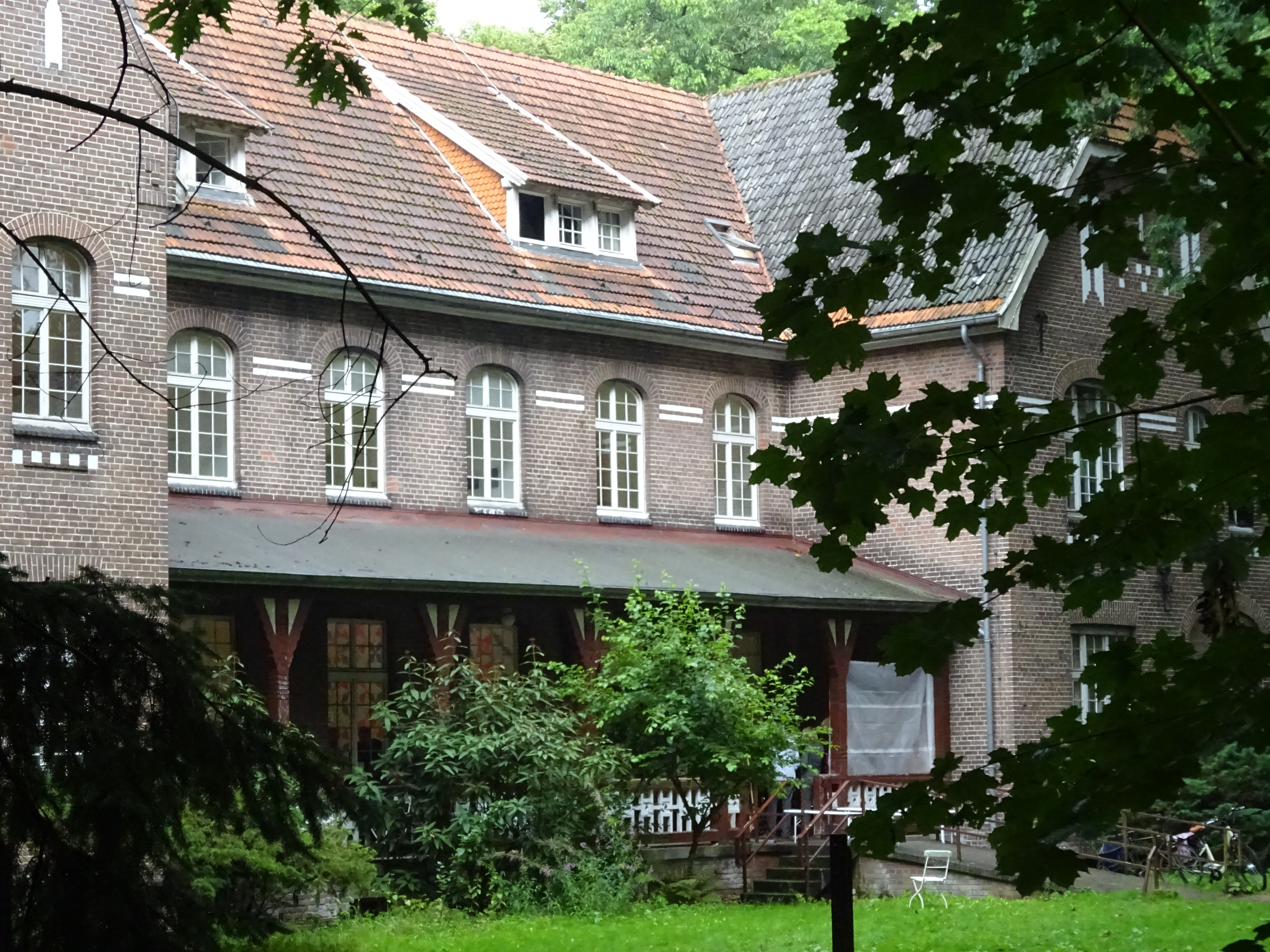
ArToll tuinzijde (2015)

Artoll Labor is een kunstenaarsinitiatief in Bedburg-Hau nabij Kleef. Het is een plek waar beeldende kunstenaars zich een periode van enkele weken tot drie maanden op hun werk kunnen concentreren. Deze periode wordt meestal afgesloten met een korte expositie. Het kunstenaarsinitiatief bestaat sinds 1994. Het beschikt over 1.500 m² werk- en expositieruimte en werd opgericht door de schilderes Dini Thomsen, de audiokunstenaar Claus van Bebber, de schilderes Hildegard Weber, de musicus Stephan Froleyks en de ruimtelijk vormgever Günther Zins. De organisatievorm is een vereniging met de naam ArToll-Kunstlabor e.V.

## Locatie
Het is gelegen op het parkachtige terrein van de psychiatrische inrichting LVR-Klinik Bedburg-Hau uit het begin van de 20e eeuw. Artoll Labor is gevestigd in Haus 6. Er is een keuken en er zijn slaapkamers en douches. Op het terrein staan ongeveer 90 gebouwen, waaronder een eigen kerk en een theaterzaal. Alle huizen op het terrein zijn in jugendstil ontworpen. Op het terrein staat ook een strafinrichting en het jeugdtheater Mini art.

## Projectweken
De kunstenaars die komen werken krijgen in principe 'carte blanche'. Vele van de kunstenaars kiezen ervoor speciaal op deze locatie te werken en zich daardoor te laten inspireren. Anderen voeren plannen uit die ze al thuis in hun atelier bedacht hadden. Er is een administratieve medewerker en een huismeester. Er is een keuken en er zijn slaapkamers en douches. Sommige projecten maken ter afsluiting een eigen publicatie, in de eerste jaren werd telkens een jaaroverzicht in boekvorm uitgegeven. Tijdens de openingen hebben verschillende bekende namen in de kunstwereld acte de présence gegeven, zoals Franz Joseph van der Grinten, Jan Hoet en Guido de Werd.

## Grensverleggend onderzoek
Naast tentoonstellingen van beeldende kunst zijn er ook performances en audioshows van musici en dichtersbijeenkomsten. Sommige projecten kunnen in de tuin of elders op het terrein in de buitenlucht plaatsvinden.

## Exposities
Ieder jaar is er een project onder de titel "ArToll Sommerlabor"; dan werkt een internationale groep beeldend kunstenaars in onderlinge uitwisseling van ideeën. Deelnemende kunstenaars zijn bijvoorbeeld afkomstig uit Nederland, Duitsland en Engeland.